# جزيرة أم الغنم
جزيرة ام الغنم جزيرة عمانية تقع في الجزء الشمالي الغربي من محافظة مسندم ،وتتكون من صخور الجيرية. وكان الموقع يِِشكل مرسى آمنا للسفن التي تمر عبر مدخل الخليج العربي ويحتوي الموقع على مستوطنة ، في الجزء الشمالي من الجزيرة ، يوجد بها بناء على شكل دائري مبني من الصخور المحلية وبه مجموعة من الفخاريات وأوان زجاجية خضراء و زرقاء ، وهي قريبة الشبه من فخار موقعي سيراف و وتب يحيى
في إيران ويحتمل ان الفخار صنع في الاصل في منطقة ميناب ، فالموقع إذن يعود زمنيا إلى الفترة الساسانية

## سبب التسمية
استغلها الصيادون كمراعي لأغنامهم, إذ كانوا يتركونها فوق الجزر معزولة عن الحيوانات المفترسة، لهذه السبب سمية بأم الغنم